# Ishmael Reed
Ishmael Scott Reed (ur. 22 lutego 1938 w Chattanoodze, Tennessee) – amerykański poeta, eseista, powieściopisarz. Jeden z najbardziej znanych pisarzy afroamerykańskich swojego pokolenia, obok Amiriego Baraki jeden z najbardziej kontrowersyjnych (i najbardziej lewicowych). Przedstawia w satyrycznym świetle amerykańską prawicę.
Dorastał w Buffalo, w stanie Nowy Jork. Ukończył prywatny Uniwersytet Buffalo. W 1962 roku przeniósł się do Nowego Jorku i włączył do życia literackiego metropolii. Wydawał undergroundowe pismo, należał do organizacji promującej rozwój „czarnej estetyki”.
Jego najbardziej znane utwory to Yellow Back Radio Broke-Down (1969), Mumbo Jumbo (1972), The Last Days of Louisiana Red (1974). Wydał 9 powieści, 4 tomiki wierszy, sześć sztuk, 4 zbiory esejów, jedno libretto.
Obecnie mieszka w Oakland w Kalifornii. Przez 35 lat uczył studentów na Uniwersytecie Kalifornijskim. Współpracował z muzykami i kompozytorami jazzowymi. W 2007 roku założył The Ishmael Reed Quintet.

## Twórczość
- The Freelance Pallbearers, 1967
- Yellow Back Radio Broke-Down, 1969
- Mumbo Jumbo, 1972
- Neo-HooDoo Manifesto, 1972
- Conjure: Selected Poems, 1963-1970, 1972
- Chattanooga: Poems, 1973
- The Last Days of Louisiana Red, 1974
- Flight to Canada, 1976
- Secretary to the Spirits, 1978
- Shrovetide in Old New Orleans: Essays, 1978
- The Terrible Twos, 1982
- God Made Alaska for the Indians: Selected Essays, 1982
- Reckless Eyeballing, 1986
- New and Collected Poetry,1988
- Writing is Fighting: Thirty-Seven Years of Boxing on Paper, 1988
- The Terrible Threes, 1989
- Before Columbus Foundation Fiction Anthology: Selections from the American Book Awards 1980-1990
- Airing Dirty Laundry, 1993
- Japanese by Spring, 1993
- Conversations with Ishmael Reed, ed. Amritjit Singh and Bruce Dick, 1995
- Blues City: A Walk in Oakland, 2003